# The Limits of Control
Pour plus de détails, voir Fiche technique et Distribution.
The Limits of Control (traduction en français : Les Limites du contrôle) est un film américain réalisé par Jim Jarmusch, sorti en 2009.

## Synopsis
Un homme solitaire, probablement d'origine africaine, accepte un contrat mystérieux dans un aéroport parisien : il doit aller à Madrid, où son contact suivant se manifestera par la possession d'un violon. L'homme déambule en élégant costume deux-pièces dans la ville, en particulier dans le Musée Reina Sofía, qui semble l'attirer de manière magnétique. Une succession de messages succincts dissimulés dans des boîtes d'allumettes au nom évocateur du Boxeur le mène de poste en poste dans le Sud de l'Espagne : de Séville, où il récupère une guitare historique ayant appartenu à Manuel El Sevillano et dont il retire une corde, jusqu'à Ocaña, village de la province d'Almería, où la guitare est transmise à un Mexicain. Sur place, un ultime contact lui indique enfin sa cible, qui semble être un riche financier américain reclus dans une maison isolée et surprotégée ; l'homme exécute alors son contrat en s'introduisant dans cette maison et en étranglant l'Américain avec la corde de la guitare. Il retourne à Madrid, au musée Reina Sofía, puis se change dans les toilettes de la gare d'Atocha, dont il ressort habillé de simples vêtements de sport flanqués du symbole de l'équipe de football du Cameroun.

## Fiche technique
- Titre original : The Limits of Control
- Réalisation : Jim Jarmusch
- Scénario : Jim Jarmusch
- Directeur de la photographie : Christopher Doyle
- Montage : Jay Rabinowitz (en)
- Musique : Boris
- Décors : Eugenio Caballero
- Langue : anglais, castillan, français, créole, japonais, arabe
- Genre : Drame, thriller
- Production : Entertainment Farm, PointBlank Films
- Durée : 116 minutes
- Dates de sortie :
  -  États-Unis : 1er mai 2009
  -  France : 2 décembre 2009

## Distribution
- Isaac de Bankolé (VF : Eriq Ebouaney) : Solitaire
- Alex Descas : Créole
- Jean-François Stévenin (VF : lui-même) : Français
- Óscar Jaenada : Serveur
- Luis Tosar (VF : Diego Ascensio) : Violon
- Paz de la Huerta (VF : Alexandra Ansidei) : Nue
- Tilda Swinton (VF : Catherine Wilkening) : Blonde
- Youki Kudoh (VF : Jade Phan Gia) : Molécules
- John Hurt (VF : Georges Claisse) : Guitare
- Gael García Bernal (VF : Manuel Ulloa) : Mexicain
- Hiam Abbass : Chauffeur
- Bill Murray (VF : Bernard Métraux) : Américain

## Autour du film
Dans The Limits of Control, Jim Jarmusch rend hommage au Samouraï en créant le personnage du Lone Man, interprété par Isaach de Bankolé,. À bien des égards, le Lone Man est une réincarnation moderne de Jef Costello (le tueur à gages interprété par Delon dans le film de Melville,,,,. Le titre du film est emprunté à un essai éponyme de William Burroughs datant de 1975. Jarmusch déclare que ce film fut pensé depuis une quinzaine d'années pour Isaac de Bankolé « dans le rôle d'un tueur de sang froid » par l'adaptation des romans de série noire de Donald Westlake, en particulier ceux avec le personnage de Parker. Le film fait aussi référence à La vie de bohème d'Aki Kaurismäki